# Гоголівська селищна рада
Гоголівська селищна рада — орган місцевого самоврядування у Великобагачанському районі Полтавської області з центром у селищі міського типу Гоголеве. Утворена в 1957 році.

## Загальні відомості
Гоголеве — селище міського типу, центр селищної ради. Розташоване за 6 км від лівого берега ріки Псел та в 7 км від села Устивиця та за 18 км від районного центру селища Велика Багачка. У селищі знаходиться залізнична станція з однойменною назвою «Гоголеве». За селищем знаходяться ставки Мошурене та Гирчине.
- Площа — 483,4 га.
- Населення — 2512 осіб.
- Кількість дворів — 979.

## Історія

### Дорадянські часи
Населений пункт виник в кінці XVIII століття як поселення при будівництві залізничної дороги. Територіально він належав до Устивицької волості Миргородського повіту. У кінці ХІХ ст. (1900 рік) під час будівництва залізниці Полтава — Ромодан — Київ, за 18 км на південь від містечка Великі Сорочинці та за 18 км на північ від містечка Велика Багачка була відкрита станція Нероновичанська. У 1902 році при відзначенні 50-річчя з дня смерті земляка Миколи Васильовича Гоголя, за пропозицією громадськості залізнична станція набула назву «Гоголеве». Назва поширилася й на село, яке почало виростати на північ від станції.
Раніше на території Гоголеве були хутори Гончарі, Марченки, Гирчин, що виникли у кінці XVII ст. як козацькі поселення. Вони складали Третю козачу общину, що входила до складу Устивицької волості Миргородського повіту.
На межі ХІХ—XX ст. в Гоголевому налічувалося 44 двори, 360 жителів. У 1910 році — 72 двори, 555 жителів. Більшість угідь належала поміщику А. Гуревичу. У 1912 р. в селі було відкрито земську школу.

### Радянська доба
Радянську владу встановлено в січні 1918 року. Під час лютневої та жовтневої революцій визначних подій не відбувалося.
У 1923 р. Гоголеве відійшло до складу Устивицького, а в 1925-му — до складу Великобагачанського району. З цього ж року село стає центром сільської ради.
На початку 1920-х років у Гоголевому створені партійні та комсомольські осередки. Перший комнезам був організований у серпні 1920 року.
У 1929 р. в Гоголевому виникла артіль «Нове життя», згодом перетворена на колгосп ім. В. І. Леніна. На початок заснування колгоспу село нараховувало 150 дворів.
У 1929—1930 рр. створено заготзерно, плодоовоч, бурякопункт, проведено частково електрифікацію та радіофікацію.
Під час голодомору в 1932—1933 рр. в селі померла 31 особа.
16 вересня 1941 року село тимчасово окупували німецькі війська. На фронт було мобілізовано 180 осіб, з них 49 загинуло. Партизанського загону в селі не було. Але жителі населеного пункту Гоголеве Говтвяниця І. П., Бобир Д. Д., Даценко М. Г. мали зв'язки з партизанами, які знаходилися в Шишацьких лісах, за що Говтвяниця та Бобир були розстріляні фашистами й поховані в с. Гоголеве.
Село було визволене 19 вересня 1943 року. Боїв у Гоголевому не було, бо німецькі фашисти, тікаючи з Миргорода, пішли на Полтаву через Велику Багачку — Решетилівку і Великі Сорочинці — Шишаки.
Під час визвольних змагань та німецько-радянської війни залізнична станція Гоголеве майже повністю знищувалася, але потім відновлювалася.
Відступаючи, німці спалили амбари з хлібом, заготзерно, сінний пункт, плодоовоч, двоповерховий залізничний житловий будинок, сільську школу, 50 хат колгоспників, зірвали водонапірну башту станції Гоголеве. Зруйнували колгоспну пасіку, птахоферму, свиноферму.
Після війни колгосп відновив свою діяльність. У 1957 році колгосп ім. Леніна був перетворений на відділок племрадгоспу імені С. М. Будьонного.
У 1947 році геологи поблизу села відкрили поклади нафти й газу. У зв'язку з цим у 1950—1951 роках у селі було засноване нафтопромислове управління «Радченкове». У 1953 році розпочалась експлуатація Радченківського нафтогазового родовища. Освоєння промислу викликало швидкий розвиток селища, і у 1957 році селу Гоголеве було присвоєно статус селища міського типу.

### Часи незалежної України
Наприкінці XX ст. в селищі діяло 47 підприємств і організацій нафтової промисловості, серед яких провідними є Гоголівське Управління технологічного транспорту, Центральна база виробничого обслуговування, дільниця Полтавської бази виробничого обслуговування і комплектації обладнання. Функціонували відділення зв'язку та Ощадбанку, АТС, середня школа, лікарня, дитячий садок, будинок культури на 450 місць, дві бібліотеки (25 тис.од. збірок).
Селище електрифіковане, радіофіковане та газифіковане.
2001 року селище широко відзначало 50-річчя заснування нафтового родовища і управління «Радченкове». До цього свята за кошти і за допомогою НГВУ «Полтаванафтогаз» було відремонтовано центральну дорогу селища, упродовж якої збудовано кілька стоянок для машин, відремонтовано фасад БК та площу біля нього, а також адміністративний будинок НГВУ «Поллтаванафтогаз». На ньому було встановлено пам'ятну дошку на честь Станіслава Миколайовича Горєва, який тут працював і зробив багато корисних справ для селища і його мешканців. На його честь також було перейменовано головну вулицю селища.
Чималою подією в житті селища було також освячення і закладання капсули в підвалини храму апостолів Петра і Павла, який розпочали будувати також за сприяння і на кошти НГВУ «Полтаванафтогаз» та ВАТ «Укрнафта». Відкриття храму відбулося 14 грудня 2007 року.
У Гоголевому встановлено пам'ятники: М. В. Гоголю (1952), партизанам, що загинули в 1943 році, та воїнам-односельцям, полеглим на фронтах німецько-радянської війни (1957), погруддя В. І. Леніна (1978), яке було демонтовано, а на його місці встановлено бюст першому президенту УНР М. С. Грушевському (жовтень 2001 року). На місцевих кладовищах у 2003 році споруджено пам'ятні знаки у вигляді хрестів жертвам голодомору 1932—1933 років.

## Геральдика селища Гоголеве
Затверджена рішенням виконавчого комітету Гоголівської селищної ради № 127 від 24.11.2008 року.

### Прапор територіальної громади селища Гоголеве

#### Описова частина прапора
Прапор — прямокутне полотнище, розділене вздовж навпіл.
Верхня частина — блакитна, символізує небо.
Нижня частина — чорна, що символізує нафту та чорнозем.
У центрі прапора — сонце, на тлі якого зображені три нафтові вишки і крапля нафти.
Небо — символ чистоти, миру, спокою та високої духовності.
Нафта та чорнозем символізують багатство краю.
Сонце символізує Східний нафтогазоносний регіон України, до якого належить місцеве Радченківське нафтогазове родовище.
Три нафтовидобувні вишки — це перші нафтові вишки, побудовані навколо Гоголева.
Крапля нафти — символ «чорного золота», що добувається в регіоні.

### Герб територіальної громади селища Гоголеве

#### Описова частина герба
Герб — щит, поділений на два поля, які своїми кольорами повторюють кольори прапора селища.
На верхній блакитній частині герба зображений тепловоз, адже селище розпочало свій відлік від прокладення залізниці та відкриття залізничної станції.
На нижній чорній частині герба зображені три нафтові вишки, що символізують переваги краю щодо нафти та природного газу.
Символ фортеці у верхній частині герба символізує непорушність, міцність та захист краю.
Тепловоз символізує станцію Гоголеве Південної залізниці України та частину населення, що обслуговує її та залізничні колії, а також доступність місцевим жителям громади діставатися в будь-які куточки нашої країни.
Три нафтогазові вишки символізують швидку розбудову та розквіт селища з відкриттям покладів нафти та попутного природного газу, завдяки яким селище утворилося та стрімко зросло населенням.

## Населені пункти
- Смт Гоголеве